# Garypinus dimidiatus
Garypinus dimidiatus är en spindeldjursart som först beskrevs av Ludwig Carl Christian Koch 1873.  Garypinus dimidiatus ingår i släktet Garypinus och familjen Garypinidae. Inga underarter finns listade i Catalogue of Life.